# Pissonotus belemensis
Pissonotus belemensis är en insektsart som beskrevs av Frederick Arthur Godfrey Muir 1926. Pissonotus belemensis ingår i släktet Pissonotus och familjen sporrstritar. Inga underarter finns listade i Catalogue of Life.